# Pyrausta profusalis
Pyrausta profusalis là một loài bướm đêm trong họ Crambidae.